# Campeonato Europeo de Gimnasia Artística de 1992
El XX Campeonato Europeo de Gimnasia Artística se celebró en dos sedes distintas: el concurso masculino en Budapest (Hungría) y el concurso femenino en Nantes (Francia) en el año 1992. El evento fue organizado por la Unión Europea de Gimnasia (UEG).

## Resultados

### Masculino
| Evento                 | Oro                                                       | Plata                                                               | Bronce                                             |
| ---------------------- | --------------------------------------------------------- | ------------------------------------------------------------------- | -------------------------------------------------- |
| Concurso completo ind. | Igor Korobchinski CEI 58,200 pts.                         | Zoltán Supola · Hungría · 57,700 pts.                               | Vitali Shcherbo CEI 57,600 pts.                    |
| Suelo                  | Vitali Shcherbo CEI 9,750                                 | Igor Korobchinski CEI 9,725                                         | Juri Chechi · Italia · Sergéi Jarkov · CEI · 9,625 |
| Caballo con arcos      | Igor Korobchinski CEI 9,825                               | Vitali Shcherbo CEI 9,812                                           | Ralf Büchner · Alemania · 9,712                    |
| Anillas                | Juri Chechi · Italia · 9,862                              | Vitali Shcherbo CEI 9,812                                           | Szilveszter Csollany · Hungría · 9,800             |
| Salto de potro         | Vitali Shcherbo CEI 9,706                                 | Igor Korobchinski CEI 9,687                                         | Zoltán Supola · Hungría · 9,606                    |
| Paralelas              | Zoltán Supola · Hungría · 9,800                           | Rustam Sharipov CEI Vitali Shcherbo CEI Igor Korobchinski CEI 9,712 |                                                    |
| Barra fija             | Rustam Sharipov · CEI · Andreas Wecker · Alemania · 9,837 |                                                                     | Nicu Stroia · Rumania · 9,725                      |

### Femenino
| Evento                 | Oro                           | Plata                               | Bronce                                 |
| ---------------------- | ----------------------------- | ----------------------------------- | -------------------------------------- |
| Concurso completo ind. | Tatiana Gutsu CEI 39,725 pts. | Gina Gogean · Rumania · 39,648 pts. | Vanda Hădărean · Rumania · 39,412 pts. |
| Salto de potro         | Tatiana Gutsu CEI 9,950       | Gina Gogean · Rumania 9,943         | Silvia Mitova Bulgaria 9,906           |
| Barras asimétricas     | Tatiana Gutsu CEI 9,937       | Tatiana Lysenko CEI 9,900           | Elena Grudnieva CEI 9,875              |
| Barra                  | Svetlana Boginskaya CEI 9,950 | Tatiana Gutsu CEI 9,900             | Liudmila Stoiltzhataya CEI 9,887       |
| Suelo                  | Gina Gogean · Rumania 9,925   | Mélanie Legros Francia 9,900        | Tatiana Gutsu CEI 9,887                |

## Medallero
| Núm. | País     | Oro | Plata | Bronce | Total |
| ---- | -------- | --- | ----- | ------ | ----- |
| 1    | CEI      | 9   | 9     | 5      | 23    |
| 2    | Rumania  | 1   | 2     | 2      | 5     |
| 3    | Hungría  | 1   | 1     | 2      | 4     |
| 4    | Alemania | 1   | 0     | 1      | 2     |
| 4    | Italia   | 1   | 0     | 1      | 2     |
| 6    | Francia  | 0   | 1     | 0      | 1     |
| 7    | Bulgaria | 0   | 0     | 1      | 1     |
|      | TOTAL    | 13  | 13    | 12     | 38    |